# Louis Marie Bufile de Brancas
Pour les articles homonymes, voir Famille de Brancas.

Armoiries de la Famille de Brancas : D'azur, à un pal d'argent, chargé de trois tours de gueules, et accosté de quatre pattes de lion mouvantes des flancs de l'écu posées en chevron. Devise: DELLA BRANLA IL LEONE, OU EX UNGUE LEONEM.

Louis Marie Bufile de Brancas (1772 - 1852), duc de Villars-Brancas, dernier du nom, était le neveu et héritier de Louis-Léon de Brancas.

## Biographie

### Fils d'un cadet
Né le 12 mai 1772 à Paris, Bufil(l)e est le fils de Antoine (15 août 1735 - Paris ✝ mars 1821), comte de Brancas et Marie Louise  de Löwendal (16 avril 1746 - Paris ✝ 14 octobre 1835 - Versailles), fille du maréchal de Löwendal. Fils aîné d'un cadet d'une famille ducale française, il s'oriente vers la carrière des armes.

### Carrière militaire
Il s'enrôle dans l'Armée de la Révolution puis du Premier Empire. D'abord major du 7e régiment de hussards, il devient colonel du 11e régiment de cuirassiers le 31 décembre 1807.
Il est décoré de la Légion d'honneur avec le grade d'officier[Quand ?].

### Le dernier des Brancas
Le 8 octobre 1824, son oncle, Louis-Léon de Brancas, 6e duc de Villars-Brancas, duc de Lauraguais, pair de France, décède d'un « accès de goutte ». N'ayant pas moins de huit enfants de son épouse Élisabeth-Pauline de Gand-Vilain-Merode-Isenghien (1737-guillotinée en 1794) et de trois maîtresses différentes, le 3e duc de Lauraguais n'avait pas pour autant de descendance légitime mâle, seule apte à hériter de titres ducaux. Son héritier fut donc Louis Marie Baptiste, qui devint :
- 7e duc de Villars ;
- 4e duc de Lauragais ;
- duc de Céreste et Grand d'Espagne ;
- comte de Forcalquier ;
- duc et pair de France héréditaire, admis à siéger à la Chambre des pairs à titre héréditaire le 12 avril 1825.

### Carrière parlementaire
Admis à siéger à la Chambre haute le 12 avril 1825 en remplacement de son oncle, Bufille y siège jusqu'à la fin de la Restauration. Il continue à y siéger durant la monarchie de Juillet. Il y est rejoint le 27 janvier 1830 par un autre de ses oncles, Louis-Albert comte de Brancas et de l'Empire, duc de Céreste (1775 ✝1851).         .
Dernier titulaire direct du titre de duc de Brancas, Louis Marie Bufille de Brancas meurt le 2 mai 1852 à Paris.

### Mariage et descendance
Il épouse le 18 mai 1807 Caroline Ghislaine de Rodoan ( ✝ 9 décembre 1848), fille du comte de Rodoan. Il en a deux filles :
- Wilhelmine-Eudoxie de Brancas ( ✝ 6 mai 1845) ;
- Marie Ghislaine Yolande de Brancas (1818 ✝ 2 mai 1859), dite en Espagne duchesse de Brancas, mariée le 9 novembre 1846 avec Marie Ferdinand Hibon, comte de Frohen (1807 ✝ 1892).

## Pour approfondir

### Sources
Cet article comprend des extraits du Dictionnaire Bouillet. Il est possible de supprimer cette indication, si le texte reflète le savoir actuel sur ce thème, si les sources sont citées, s'il satisfait aux exigences linguistiques actuelles et s'il ne contient pas de propos qui vont à l'encontre des règles de neutralité de Wikipédia. ;
- « Louis Marie Bufile de Brancas », dans Adolphe Robert et Gaston Cougny, Dictionnaire des parlementaires français, Edgar Bourloton, 1889-1891 [détail de l’édition]

### Pages connexes
- Famille de Brancas
- Duc de Villars